# 彼得罗-米科拉伊夫卡
48°21′35″N 39°19′23″E / 48.35972°N 39.32306°E
彼得羅-米科拉伊夫卡（烏克蘭語：Петро-Миколаївка）是位於烏克蘭東部的村莊，由盧甘斯克州卢甘斯克区的盧圖希內市鎮負責管轄。該村始建於1952年，面積0.12平方公里，海拔高度138米，2001年人口157，人口密度每平方公里1,276.4人。